# 神河町立寺前小学校
神河町立寺前小学校（かみかわちょうりつ てらまえしょうがっこう）は、兵庫県神崎郡神河町寺前にある公立小学校。

## 沿革
- 1872年（明治5年） - 寺前村に明精小学校を設置。
- 1873年（明治6年） - 合併に伴い、対岸小学校と改称。
- 1887年（明治20年） - 対岸簡易小学校と改称。
- 1887年（明治20年）5月27日 - 現在地に移転し、開校式を実施。この日を創立記念日と定める。
- 1892年（明治25年） - 寺前尋常小学校と改称。
- 1941年（昭和16年）4月1日 - 寺前国民学校と改称。
- 1947年（昭和22年）4月1日 - 寺前村立寺前小学校と改称。
- 1951年（昭和26年）月 - 校舎改築。
- 1955年（昭和30年）3月31日 - 神崎郡寺前村が同郡長谷村と合併、町制施行したのに伴い、大河内町立寺前小学校と改称。
- 1984年（昭和59年） - 新校舎の落成式を実施。
- 1988年（昭和63年） - 創立百周年記念式典を挙行。
- 2005年（平成17年）11月7日 - 神崎郡大河内町が同郡神崎町と合併したのに伴い、神河町立寺前小学校と改称。
- 2006年（平成18年）3月31日 - 神河町立上小田小学校を統合。
- 2013年（平成25年）3月31日 - 神河町立南小田小学校を統合。

## 通学区域
卒業生は基本的に神河町立神河中学校へ進学する。

## 周辺
- 神河町役場（本庁）
- 神河町立神河中学校
- 大河内郵便局
- 兵庫県道8号加美宍粟線
- 兵庫県道404号長谷市川線
- 市川
  - 小田原川

## アクセス
- JR播但線 寺前駅から北西へ400m

## 通学区域が隣接している学校
- 神河町立長谷小学校
- 神河町立神崎小学校
- 市川町立鶴居小学校
- 姫路市立前之庄小学校
- 宍粟市立はりま一宮小学校
- 宍粟市立一宮北小学校